# Sangalopsis luteiplaga
Sangalopsis luteiplaga är en fjärilsart som beskrevs av W. Warren 1904. Sangalopsis luteiplaga ingår i släktet Sangalopsis och familjen mätare. Inga underarter finns listade.